# Hypopyra allardi
Hypopyra allardi là một loài bướm đêm trong họ Erebidae.